# Balé Teatro Guaíra
O Balé Teatro Guaíra é uma das mais importantes companhias de dança do Brasil, tendo realizado um significativo número de montagens e turnês desde sua criação pelo governo do estado do Paraná, em 12 de maio de 1969. Atualmente, o corpo de baile é mantido pelo Centro Cultural Teatro Guaíra, em Curitiba.

## Formação (1969)
Criado com o nome de Corpo de Baile da Fundação Teatro Guaíra, o primeiro grupo de bailarinos foi contratado por concurso, com banca examinadora composta por profissionais de dança clássica do Rio de Janeiro. Os dez artistas selecionados iniciaram sob a coordenação de Yara de Cunto, que era diretora do Curso de Danças do Guaíra preexistente. Os primeiros bailarinos foram Adelina Moris, Alice Jambay, Ceci Chaves, Gleisi Marty, João Carlos Caramês, João Dionísio Leandro, Loraci Stregni, Maria Helena Gomes, Mirian Trapple e Raquel Caetano. Posteriormente, o paranaense Ceme Jambay assumiu a direção, vindo do Rio de Janeiro, onde residia. A primeira apresentação do grupo foi a coreografia "Impacto", criada por Yara de Cunto, em 1969.

## Primeiros diretores (1970-1978)
Yurek Shabelewski (1970-1975)
Em 1970, após diversas montagens e a contratação de novos bailarinos, o coreógrafo internacionalmente conhecido Yurek Shabelewski assumiu a direção para um período de cinco anos. O corpo de baile amadureceu e desenvolveu personalidade própria apresentando as seguintes produções: "Luz" (com música de Bach), "Griffon Triunfante" (Rossi), "Paixões Rebeldes" (Bach), "Pastoral de Outono" (Glazunov), "O Mandarim Maravilhoso" (Bartók), "El Amor Brujo" (Falla) e o segundo ato de "O Lago dos Cisnes" (Tchaikovsky) coreografado por Emma Sintani. "El Amor Brujo" apresentou-se no Teatro Municipal de São Paulo com a Orquestra Sinfônica Municipal daquela cidade, regida pelo maestro Henrique Morelenbaum.
Hugo Delavalle (1976-1977)
O bailarino e coreógrafo argentino Hugo Delavalle iniciou seu trabalho em 1976, quando montou "Giselle", que no ano seguinte foi apresentada também em São Paulo e no Rio de Janeiro, com os vinte e quatro bailarinos da companhia, mais Ana Botafogo, convidada para o papel-título. Em seguida, foram produzidas as seguintes coreografias: "As Estações" (Glazunov), "Jeux des Cartes" (Stravinsky), "Heliogabalo" (Pink Floyd), "Dom Quixote" (Minkus) e "Opus 3" (Vivaldi). Rita Pavão coreografou "C.B. on the Rock" (Stuparik) em 1977.
Eric Waldo (1978)
Em 1978, já sob a direção de Eric Waldo, foram montadas: "Homenagem a Patápio" (Patápio Silva), "Valse" (Paulo Jobim), "Etudes" (Czern) e "Choro Cromático" (Benjamim Araújo). 

## Carlos Trincheiras (1979-1993)
O período de direção do coreógrafo português Carlos Trincheiras foi o mais longo até hoje, iniciando-se em 1979. Nessa época a companhia mudou o nome para Ballet Guaíra. São desse período: "Dimitriana" (Capdville), "Lamentos" (Badings, Busso tti e Berberian), "Vórtice" (Varese) e "Canto de Morte" (Mahler).
Um dos grandes momentos da companhia aconteceu em 1980, quando Trincheiras recriou o clássico "O Quebra-Nozes", de Tchaikovsky, com bailarinos do Ballet Bolshoi, Ekaterina Maximova e Vladimir Vasilev, nos papéis principais. As apresentações que se seguiram foram os clássicos: "Petruchka" (Stravinsky), "Raymonda" (Glazunov), "Sagração da Primavera" (Stravinsky) e "O Trono" (Bartók).
Uma de suas mais conhecidas coreografias foi "O Grande Circo Místico", com roteiro de Naum Alves de Souza, inspirado no poema de Jorge de Lima e com música especialmente composta para ocasião por Edu Lobo e Chico Buarque. Preparada durante todo o ano de 1982, essa produção estreou em março de 1983 e apresentada em várias cidades, inclusive no Coliseu dos Recreios, em Lisboa, para um público de 25 mil pessoas, em um total de cinco apresentações. Em 1983 a companhia muda de nome, novamente, para Ballet Teatro Guaíra.
Até o seu falecimento, em 1993, Carlos Trincheiras continuou na direção do Ballet Teatro Guaíra, tendo produzido espetáculos importantes com os seguintes coreógrafos: Milko Sparembleck ("Pastorale", "Os Sete Pecados Capitais", "As Canções de Wesendonck"), Vasco Wellenkamp ("Exultate Jubilate"), Olga Roriz ("13 Gestos de um Corpo"), Maurice Bèjart ("Opus V"), John Buttler ("Catulli Carmina") e Rodrigo Pederneiras ("Dança da Meia-Lua").

## Período de 1993 a 1998
Em 1993 Isabel Santa Rosa, viúva de Carlos Trincheiras, assumiu a direção da companhia até o ano seguinte. De 1994 a 1996 o diretor foi Jair Moraes. Os diretores seguintes foram Marta Nejm, em 1997, e Cristina Purri, em 1998.

## Criação da "Guaíra 2 Cia. de Dança" (1999)
Em 1999 o corpo de baile do Ballet Teatro Guaíra cindiu-se, dando origem à Guaíra 2 Cia. De Dança, que foi criada em função do desejo de uma parte dos bailarinos de estabelecer um projeto artístico diferente, voltado para a dança contemporânea. Carla Reinecke assumiu a direção. 

## Período recente
Suzana Braga (1999-2002)
Suzana Braga assumiu a direção em 1999, quando foram apresentadas coreografias novas, como "O Segundo Sopro" (Roseli Rodrigues), "Trânsito e Orikis" (Ana Vitória), "Díptico" (Tíndaro Silvano) e "Nem Tudo Que Se Tem Se Usa" (Chamecki-Lerner).
Finalmente, em 2002, O Grande Circo Místico foi reencenado, em nova versão, coreografada por Luís Arrieta. A música original de Edu Lobo e Chico Buarque foi revisada pelos próprio autores. Os figurinos foram responsabilidade de Rosa Magalhães e coreografias aéreas foram especialmente dirigidas por Dani Lima. Essa grande produção realizou uma turnê pelo Brasil, consagrando a companhia mais uma vez.
Oo nome da companhia foi alterado mais uma vez, agora para Balé Teatro Guaíra.
Carla Reinecke (2003-)
A partir de 2003 a companhia passou a ser dirigida por Carla Reinecke, coreógrafa, professora de dança e diretora artística do G2, que deu prosseguimento às turnês de "O Grande Circo Místico" e "O Segundo Sopro".
No aniversário de 35 anos do Balé Teatro Guaíra, em 2004, foi realizada a montagem da "Pastorale" (Sparembleck, Exultate Jubilate, Wellemcamp), em parceria com a Orquestra Sinfônica do Paraná, quando foram homenageados os fundadores da companhia.
Ainda no ano de 2004, foi remontada "O Quebra-Nozes" (Tchaikovsky), coreografada pela própria diretora, e "Espaços" (Shoenberg-Tracy Silverman), com coreografia de Henrique Rodovalho.